# Ballabile
Ballabile is een Italiaanse muziekterm met betrekking tot de manier waarop een muziekstuk of passage ervan uitgevoerd dient te worden. De term kan vertaald worden als "dansbaar". 
Als deze aanwijzing wordt gegeven, moet het muziekstuk gespeeld zodat een bepaald dansbaar karakter tot uitdrukking komt. Hierbij kan onder meer gedacht worden aan het duidelijk accentueren van de eerste tel van een maat (bijvoorbeeld bij een Weense wals). De term geeft geen informatie over het te spelen tempo, maar heeft alleen betrekking op de voordracht van een muziekstuk. 
In het algemeen kan worden gesteld dat wanneer deze aanwijzing gegeven is, men duidelijk het karakter van de te spelen dans naar voren moet laten komen, zodat eventuele luisteraars gemakkelijk het type dans kunnen herkennen en hier op kunnen dansen. 